# Sandsenap
Sandsenap (Diplotaxis tenuifolia) är en växtart i familjen korsblommiga växter. 